# Frislanda de Est

Frislanda de Est în sens politic

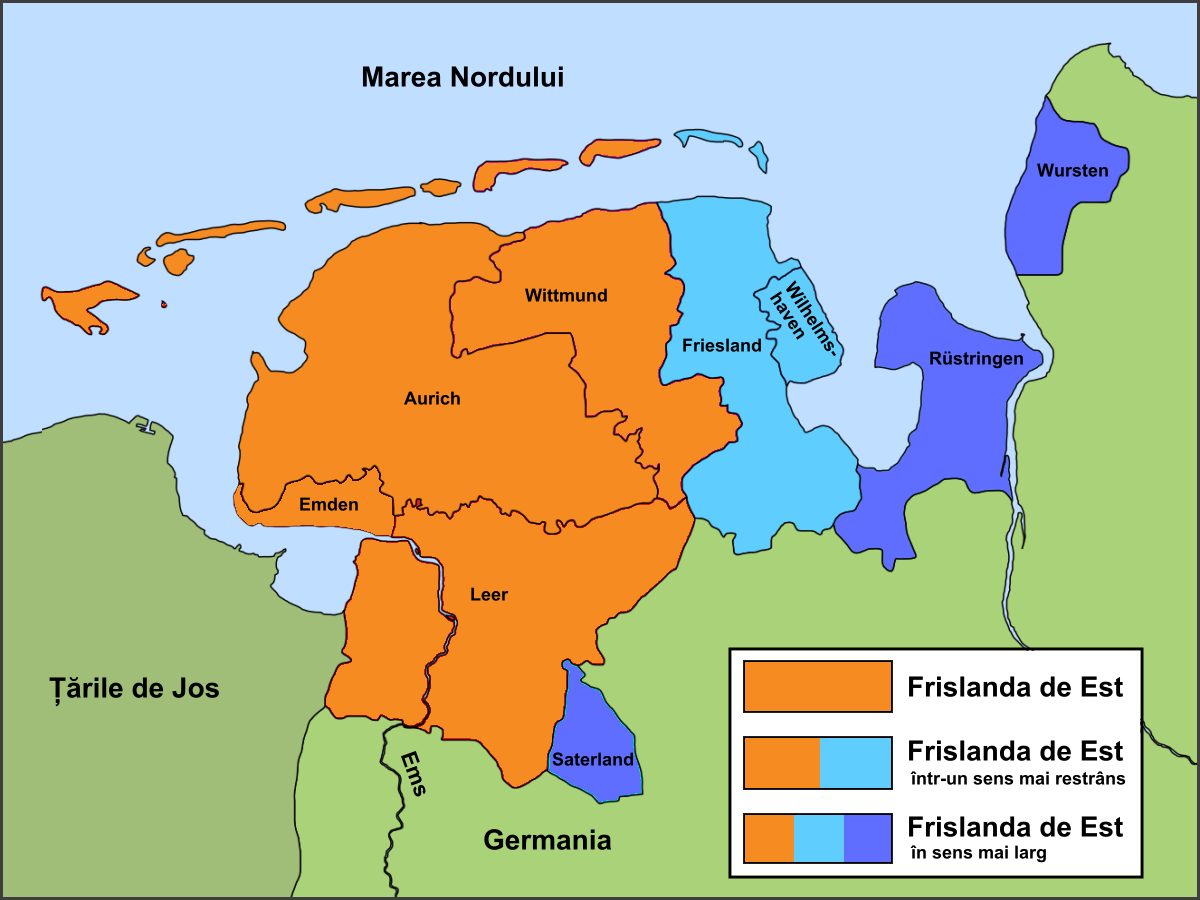
Frislanda de East în sens mai larg

Frislanda de Est (în germană: Ostfriesland, în germană de jos: Oostfreesland) este o regiune în nord-vest de Saxonia Inferioară, Germania, la coasta Marea Nordului. În vest se învecinează cu Țările-de-Jos.
Există o deosebire între Frislanda de Est în sensul politic și Frislanda de Est în sensul geografic. În sensul politic cuprinde districtele Aurich, Leer și Wittmund și orașul Emden, deci aproape exact teritoriul fostului principat Ostfriesland. În sensul geografic mai cuprinde și pe districtul Friesland și orașul Wilhelmshaven.